# Sofie Gråbøl
Sofie Gråbøl, přechýleně Gråbølová (* 30. července 1968, Frederiksberg, Dánsko), je dánská herečka. Objevila se v hlavních rolích řady filmů, v roce 1986 si zahrála ve filmové adaptaci novely Barndommens gade básnířky Tove Ditlevsenové. V 17 letech ztvárnila vedlejší postavu mladé Sine ve filmu Pelle Dobyvatel po boku Maxe von Sydowa. Objevila se také v televizních seriálech, jakými byly Taxa nebo Nikolaj og Julie. Mezinárodní známost jí přinesla role policejní komisařky Sarah Lundové v dánském seriálu Zločin (Forbrydelsen), jehož první řada měla premiéru v roce 2007. Seriál se vysílal ve více než 120 státech a herečce přinesl několik nominací i ocenění.